# Aspalathus rosea
Aspalathus rosea är en ärtväxtart som beskrevs av Rolf Martin Theodor Dahlgren. Aspalathus rosea ingår i släktet Aspalathus och familjen ärtväxter. Inga underarter finns listade i Catalogue of Life.